# Holly Blacková
Holly Blacková (rozená Riggenbachová) se narodila 10. listopadu 1971. Je americká spisovatelka a editorka. Její nejznámější prací je patrně série Krutý princ. Žije s manželem v městečku Amherts v americkém státě Massachusetts.

## Dílo

### Moderní příběhy z čarovné říše
- Daň peklu (2002, česky 2007) - autorčina prvotina, za kterou si vysloužila Cenu amerických knihovníků
- Valiant (2005)
- Ironside (2007)

### Kronika rodu Spiderwicků

#### Pentalogie
- Klíč k určování kouzelných tvorů (2003, česky 2004)
- Kámen ke koukání (2003, česky 2005)
- Tajemství tety Lucindy (2003, česky 2005)
- Strom ze železa (2004, česky 2005)
- Mulgarath se zlobí (2004, česky 2006)

#### Pokračování
- Rusalčina píseň (2007, česky 2009)
- Obrovité potíže (2008, česky 2009)
- Veličenstvo saň (2009, česky 2010)

#### Doplnění
- Arthur Spiderwick: Klíč k určování kouzelných tvorů ve světě kolem nás (2005, česky 2006)

### Povídky
- Aarne-Thompsonova klasifikační revue (2010, česky 2011, kniha Nejlepší science fiction a fantasy 2010)
- Velmi krátká pohádka (2009, česky 2012, kniha Půlminutové horory)

### Série Krutý princ
- Krutý princ (2018, česky 2018)
- Ztracené sestry (2018, česky 2024)
- Podlý král (2019, česky 2019)
- Královna ničeho (2019, česky 2020)
- Jak se král země víl naučil nenávidět příběhy (2020, česky 2021)
- Ukradený dědic
- Vězňův trůn

## Adaptace
Kronika rodu Spiderwicků byla zfilmována, celovečerní rodinný snímek spatřil světlo světa v roce 2008. Kniha byla též předělána do formátu videohry.